# Skeppsholmen
Skeppsholmen est une île et un quartier de Stockholm en Suède. 

## L'île
Elle est reliée par des ponts, à Blasieholmen par le Skeppsholmsbron et à Kastellholmen par le Kastellholmsbron.
Sa position stratégique sur la mer Baltique à l'entrée de la ville de Stockholm en a traditionnellement fait un lieu privilégié pour l'établissement de bâtiments militaires, comme la Maison de l'Amirauté. De nos jours la présence militaire est très réduite, et Skeppsholmen abrite des musées, dont notamment le musée d'art moderne (Moderna Museet), mais aussi un musée d'architecture et le musée des antiquités est-asiatiques (Östasiatiska Muséet). Sur la côte sud se trouve l'Af Chapman, un trois-mâts carré reconverti en auberge de jeunesse (vandrarhem).

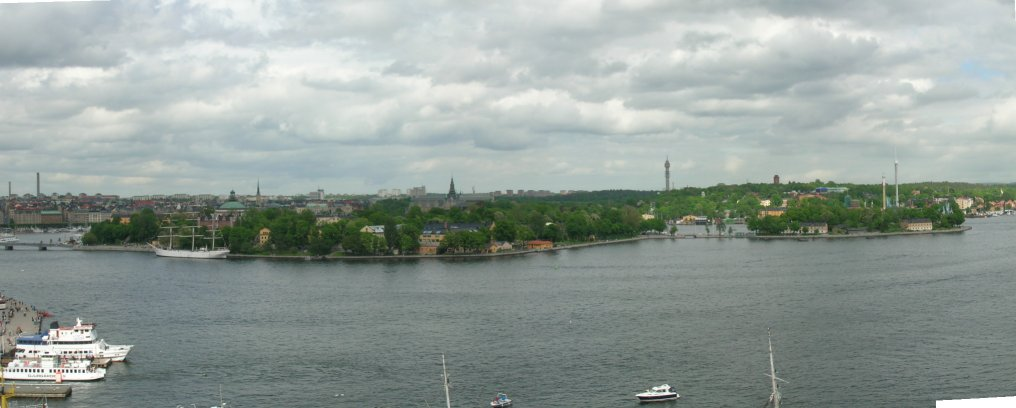
Une vue panoramique de Skeppsholmen (à gauche), et de Kastellholmen (à droite)

## Le quartier
Le quartier comprend les îles de Skeppsholmen et Kastellholmen.
Le quartier fait partie du district Norra innerstaden.

## Historique
Au Moyen Âge, vers les XIIe et XIIIe siècles, Skeppsholmen s'appelait Wangsö, d'après « vång », qui signifie champ. L'île se composait en grande partie de falaises rocheuses dénudées, sans aucune végétation importante. Dans la partie sud, cependant, il y avait une certaine couche de terre propice à la culture et au pâturage du bétail. Le littoral était considérablement plus élevé qu'aujourd'hui en raison du soulèvement des terres depuis la dernière période glaciaire.
À la fin du XVIe siècle, l'île était connue sous le nom de Lustholmen et servait de lieu de loisirs aux premiers rois Vasa. Gustav Vasa (1496-1560) a fait aménager un jardin et Éric XIV (1533-1577) organisait souvent des fêtes sur Skeppsholmen. Jean III (1537-1592) a clôturé un jardin sur le côté sud de l'île et a construit un belvédère conçu et décoré par l'architecte et artiste Willem Boy (1520-1592).
En 1634, le Collège de l'Amirauté a été créé lorsque l'état-major de la marine a déménagé de l'actuel Blasieholmen à Skeppsholmen, qui est devenu la base navale de Stockholm. À peu près au même moment où le chantier naval a déménagé sur l'île, le nom a été changé pour devenir l'actuel Skeppsholmen. L'utilisation de Skeppsholmen comme chantier naval et lieu d'amarrage pour les navires était en partie due au fait que le chantier naval avait besoin de plus d'espace, mais probablement surtout parce que la reine Christine (1626-1689) voulait que les plages visibles depuis le palais ne ressemblent pas à des chantiers de construction, où Blasieholmen, avec ses activités de construction navale, était au centre de l'attention.
Dans le cadre de la guerre contre le Danemark en 1675-1679, dite guerre de Scanie, il a été décidé de déplacer la base navale dans la ville nouvellement fondée de Karlskrona. La principale raison de cette décision était de protéger les régions méridionales de la Suède nouvellement conquises en disposant d'une base navale solide dans les environs. Les jours de gloire de Skeppsholmen en tant que quartier général naval de la Suède étaient donc terminés, mais d'autres activités militaires sont restées à Skeppsholmen pendant longtemps. Certaines installations ont été vendues, d'autres louées. Les archives de la marine sont restées dans la Maison de l'Amirauté et, à la suite de l'incendie du Palais des Trois Couronnes le 7 mai 1697, les documents du palais y ont été transférés.
À la suite de la décision de Charles XII de déplacer les dragons du roi d'Arboga et de Köping à Stockholm et de construire des casernes pour eux sur Skeppsholmen, les bâtiments résidentiels dits de l'Est et de l'Ouest ont été construits en 1699-1702.
Toujours au milieu du XIXe siècle, un grand nombre de nouveaux bâtiments ont été construits pour la marine, tels que Hantverkskasernen (1832), Kasernbefälhavarbostället (1849), Byggnadsdepartementet (1864), Gamla Sjökrigsskolan (1879) et Vattentornet (1872).

## Aujourd'hui
Certaines fonctions militaires sont restées sur Skeppsholmen jusqu'en 1968, mais les institutions culturelles ont commencé à s'installer dans les anciens bâtiments bien plus tôt. Parmi les premières, on trouve des parties du Royal Institute of Art, qui s'est installé dans la caserne des maîtres d'équipage dès 1953, suivi par le Modern Museum, qui a commencé ses activités d'exposition en 1956 dans l'Exercishuset et a été officiellement inauguré en 1958. Le musée de l'Asie de l'Est s'est installé dans l'ancienne Tyghuset en 1963. Le musée moderne et le musée d'architecture (devenu ArkDes) ont déménagé dans un nouveau complexe conçu par l'architecte espagnol Rafael Moneo en 1998. Parmi les autres activités culturelles de l'île, citons le théâtre Galeasen et le théâtre de danse moderne dans l'ancien ministère des torpilles, la salle d'art photographique dans l'ancien ministère des mines, et Svensk Form, qui se trouve dans le bureau des cartes de la marine. La salle des rochers de Skeppsholmen, située sous l'église de Skeppsholm et le musée de l'Asie de l'Est, est un espace d'exposition depuis 2010.
Depuis 1980, le festival de jazz de Stockholm est un événement annuel qui se déroule chaque année en juillet dans la zone de l'ancien chantier naval, en dessous du Moderna Museet.

## Bâtiments
Skeppsholmen possède, malgré sa superficie limitée, un grand nombre de bâtiments intéressants conçus par de nombreux architectes célèbres au cours de plusieurs siècles. La plupart des bâtiments ont été conçus par les propres architectes de la marine, tels que Fredrik Blom (église de Riddarholm, maison de l'amirauté, caserne des artisans) et Victor Ringheim (caserne des bateliers, ministère de la construction, bureau des cartes de la marine, chancellerie de l'Est).
L'architecte des Salons de Berne, Johan Fredrik Åbom, a conçu la résidence du commandant de la caserne, et les bâtiments les plus anciens qui subsistent ont été conçus par l'architecte du palais Nicodemus Tessin le Jeune au tournant du XVIIIe siècle (les résidences Est et Ouest et la maison des draps de la flotte, qui abrite le Musée de l'Asie de l'Est depuis 1963). L'architecte espagnol Rafael Moneo est responsable de l'architecture du bâtiment le plus récent, le Modern Museum, qui a ouvert ses portes en 1998. Au début des années 1950, l'architecte fonctionnaliste Paul Hedqvist a été chargé de transformer les Båtmanskasernen en locaux pour l'Institut royal des arts. L'Intendenturförrådet est unique à Stockholm, car c'est le seul bâtiment monumental préservé de l'architecte de la ville Johan Eberhard Carlberg. Carl Hårleman, l'un des architectes les plus influents de son époque, a également été chargé dans les années 1750 de remodeler le Råseglarhuset.

## Bateaux
Skeppsholmen a été associé par le public principalement au grand gréement complet af Chapman, qui est amarré sur la rive sud de l'île depuis 1949 et qui a servi d'auberge de jeunesse. Avec l'auberge située dans le quartier voisin de Hantverkskasernen et toutes les écoles de l'île, Skeppsholmen attire de nombreux jeunes.
S/S Orion, un ancien navire de service pour l'autorité de pilotage, construit en 1929 et désarmé en 1979, est aujourd'hui un navire-musée. S/S Orion est classé depuis 2003 et est actuellement amarré à environ 50 mètres au nord-est du pont de Skeppsholm. Les personnes intéressées par les vieux bateaux peuvent visiter une quarantaine d'anciens navires privés le long des quais est et nord. On y trouve de tout, des chalutiers aux bateaux-phares, et l'odeur du goudron de pin flotte dans l'air.
Entre 1997 et 2005, le brick Tre Kronor af Stockholm a été construit sur Skeppsholmen. Le lit d'empilage était placé à côté du bâtiment de la Fondation Nord, sur le banc du pont Est, et les Stockholmois pouvaient regarder le navire émerger lentement et contribuer à sa construction. Les fondations nord et sud abritent également l'école secondaire populaire de Skeppsholmen. L'école, dont le directeur est la fondation Skeppsholmsgården, peut accueillir 100 élèves et propose des cours de musique et de construction navale.
Le long du quai en bois d'Östra Brobanken sont aujourd'hui amarrés une trentaine de bateaux privés plus anciens, allant de vieux chalutiers à des bateaux-phares.

## Découvertes de navires
Dans le cadre de la réparation des quais et des dauphins autour de Skeppsholmen par l'Office national suédois de la propriété, une découverte intéressante de navire a été faite en juin 2017 à Östra Brobänken. La découverte consiste en une grande épave, des clous, des chevilles et des objets utilitaires. Selon une première évaluation, les vestiges en bois relativement grands datent du début du XVIIe siècle et pourraient avoir appartenu à un navire de guerre pouvant atteindre jusqu'à 30 mètres de long.
Plusieurs des pieux en bois retrouvés portent des lettres ou des signes gravés que les archéologues marins sur place n'ont pas encore pu déchiffrer. La coque du navire pourrait avoir été déposée sur le site pour servir de banc de pont.